# 왜 나에게
<왜 나에게>는 대한민국의 여성 싱어송라이터 장덕에 의해 작사 · 작곡된 곡이다. 장덕의 컴필레이션 음반 《이런게 아니었는데》의 TAPE 음반에서 A면 7번 트랙으로 발표되었다. LP 음반에서는 수록되어 있지 않다.